# Anatol (Name)
Anatol ist ein männlicher Vorname griechischen Ursprungs.  Als Familienname tritt Anatol selten auf.
Seine Bedeutung ist „der aus dem Morgenland (Anatolien) Stammende“ und leitet sich von griechisch ἀνατολή (‚Sonnenaufgang‘, ‚Morgenland‘) ab.
Die französische Form lautet Anatole, die griechische Anatolios (Ανατόλιος) und die russische Anatolij (Анатолий). Der entsprechende Frauenname ist Anatolia.

## Namensträger

### Historische Zeit
- Hl. Anatol (Cahors), Bischof von Cahors um 450, 1253 in die Abteikirche St. Michel zu St. Mihiel überführt

### Vorname
- Anatol Graf von Bredow (1859–1941), deutscher General
- Anatol Dutta (* 1976), deutscher Rechtswissenschaftler
- Anatol Feid (1942–2002), deutscher Priester und Schriftsteller
- Anatol Herzfeld (1931–2019), deutscher Bildhauer
- Anatol Josepho (1894–1980), russisch-US-amerikanischer Erfinder
- Anatol Käbisch (* 1992), deutscher Schauspieler
- Anatol Kotte (* 1963), deutscher Fotograf, Künstler, Galerist und Regisseur
- Anatol Pawlowitsch Lieven (1872–1937), deutschbaltischer Offizier der Kaiserlich Russischen Armee
- Anatol Ljabedska (* 1961), belarussischer Politiker
- Anatol Locker (* 1963), deutscher Journalist
- Anatole de Monzie (1876–1947), französischer Politiker
- Anatol Nitschke (* 1960), deutscher Filmproduzent und Filmverleiher
- Anatol Potok (1892–1986), polnischer Stummfilmschauspieler und Filmproduzent
- Anatol Rapoport (1911–2007), US-amerikanischer Mathematiker
- Anatol Regnier (* 1945), deutscher Schriftsteller
- Anatol Richter (* 1970), österreichischer Sportler
- Anatol Rosenfeld (1912–1973), deutscher Literaturkritiker
- Anatol Roshko (1923–2017), US-amerikanischer Physiker
- Anatol Olesjewitsch Slissenko (* 1941), russischer Mathematiker und Informatiker
- Anatol Stefanowitsch (* 1970), deutscher Sprachwissenschaftler
- Anatol Ugorski (1942–2023), sowjetisch-russischer Pianist jüdischer Abstammung
- Anatol Vieru (1926–1998), rumänischer Komponist

Zwischenname
- Curth Anatol Tichy (1923–2004), österreichischer Schauspieler
- Franz Anatol Wyss (* 1940), Schweizer Künstler

### Künstlername
- Anatol Herzfeld (1931–2019), deutscher Bildhauer
- Niclas Anatol (* 1972), österreichischer Steinbildhauer und Maler

### Familienname
- Manuel Anatol (1903–1990), spanisch-französischer Fußballspieler und Leichtathlet